# Diocesi di Vladivostok
La diocesi di Vladivostok (in latino Dioecesis Vladivostokensis) è stata una sede della Chiesa cattolica.

## Territorio
La diocesi comprendeva le antiche Oblast' dell'Impero russo di Primor'e e dell'Amur, delimitati dal fiume Amur, nell'est della Siberia, nonché la parte russa dell'isola di Sachalin.
Sede vescovile era la città di Vladivostok, capoluogo della Primorskaja Oblast', dove fungeva da cattedrale la chiesa della Madre di Dio.

## Storia
Il vicariato apostolico della Siberia fu eretto il 1º dicembre 1921, ricavandone il territorio dall'arcidiocesi di Mahilëŭ. In origine, comprendeva le regioni di Vladivostok, Irkutsk, Omsk, Tomsk e Tashkent.
Il 2 febbraio 1923 in forza della bolla Semper Romani di papa Pio XI il vicariato apostolico fu elevato a diocesi e assunse il nome di diocesi di Vladivostok.
Il 28 maggio 1931 cedette una porzione del suo territorio a vantaggio dell'erezione dell'amministrazione apostolica di Harbin.
Il 13 aprile 1991 il territorio della diocesi fu affidato all'amministrazione apostolica di Novosibirsk (oggi diocesi della Trasfigurazione a Novosibirsk), sopprimendo de facto la diocesi.
Oggi Vladivostok fa parte della diocesi di San Giuseppe a Irkutsk.

## Cronotassi dei vescovi
Si omettono i periodi di sede vacante non superiori ai 2 anni o non storicamente accertati.
- Karol Sliwowski † (2 febbraio 1923 - 6 gennaio 1933 deceduto)
  - Sede vacante (1933-1991)